# Ludwig Most
August Ludwig Most, häufig auch Ludwig August Most (* 10. März 1807 in Stettin; † 27. Juni 1883 ebenda;) war ein pommerscher Maler des Biedermeiers. Er gehörte zu seiner Zeit zu den bekanntesten Künstlern Stettins.

## Leben
Ludwig Most war der Sohn des Stettiner Schlossermeisters Johann Christian Most (1765–1813) und seiner Frau Anna Charlotte (1778–1842). Von 1824 bis 1825 bekam er eine Gesellenausbildung beim Maler Thiele in Stargard in Pommern. Er studierte von 1825 bis 1827 und von 1829 bis 1830 an der Berliner Akademie der Künste. Sein Lehrer war der ebenfalls aus Stettin stammende Historienmaler Heinrich Lengerich. Ab 1829 war er Mitglied des Vereins der jüngeren Künstler in Berlin. Nach dem Studium hielt er sich mehrere Jahre in Dresden auf.
1830 heiratete er Caroline Krüger (1805–1840) aus Berlin. Von ihren fünf Kindern starben zwei Töchter in den ersten Lebensjahren. Infolge der Geburt seines Sohnes Otto verlor er auch seine Frau. Später ging er mit Laura Fritz (1812–1900) eine zweite Ehe ein. Ihre gemeinsame Tochter Karoline starb im Alter von neun Jahren.
Eine Ausstellung seiner Werke in Stettin 1834 fand großen Anklang. Auf seine Anregung wurde im gleichen Jahr der Kunstverein für Pommern zu Stettin gegründet, zu dessen Vorstand Most gehörte. Der Verein organisierte ab 1835 regelmäßig Kunst- und Gewerbeausstellungen.
Am 1. Dezember 1841 trat Ludwig Most die Stelle des zweiten Zeichenlehrers am Stettiner Marienstiftsgymnasium an. Bei einem Jahresgehalt von 300 Reichstalern hatte er wöchentlich bis zu zehn Lehrstunden zu erteilen. Zu seinen Schülern gehörte der Impressionist Eugen Dekkert. Stettin blieb bis zu seinem Lebensende sein Hauptwirkungsort, doch unternahm er zahlreiche Reisen durch Deutschland.
Als er nach mehreren Schlaganfällen in den vorangegangenen Jahren ab Juni 1883 nicht mehr unterrichten konnte, entschloss er sich im Alter von 77 Jahren, die Pensionierung zu beantragen, verstarb jedoch am 27. Juni.  Er wurde auf dem Grabower Friedhof in Stettin beigesetzt.

## Werk
Neben der Bildnis- und Genremalerei betätigte sich Ludwig Most auch als Landschafts- und Vedutenmaler. Sein Gesamtwerk besteht aus ungefähr 280 Arbeiten. Acht seiner Skizzenbücher sind im Archiv des Volksmuseums Stettin erhalten. Ein Teil seiner Skizzenbücher ging im Zweiten Weltkrieg verloren.
Bereits 1826 veröffentlichte Ludwig Most als Schüler der Akademie fünf Bilder. Sein Gemälde Innere Ansicht der Marienkirche in Stargard (1828) wurde von König Friedrich Wilhelm III. von Preußen erworben.
Als bedeutend gelten seine Ansichten von Stettin und Pyritz. Seine Stettiner Bilder wie das Gemälde Schloss Stettin von der Mitternachtsseite (1828) wurden von den Polen zur originalgetreuen Rekonstruktion des Stettiner Schlosses der Greifenherzöge in den 1980er Jahren im Renaissance-Stil herangezogen. Seine Abbildungen des bäuerlichen Lebens in Pommern besitzen durch die detailreiche Darstellung der Weizackertracht besonderen historischen Wert, sind sie doch die ältesten bildlichen Darstellungen der Pyritzer Weizackertracht.
Beliebte Motive waren für ihn auch Bauernstuben, Kleinstadtleben und Wirtshausbilder. Im Gemälde Schlesische Gebirgsbaude ist ein Selbstbildnis Mosts enthalten. Als Porträtmaler schuf er Bildnisse zahlreicher, zu seiner Zeit hervorragender Bürger Stettins.
Anlässlich seines 200. Geburtstages wurde im Jahre 2007 eine Sonderausstellung seiner Werke organisiert, die nacheinander im Nationalmuseum Stettin und im Pommerschen Landesmuseum Greifswald gezeigt wurde.